# Liste der Monuments historiques in Chambly (Oise)
Die Liste der Monuments historiques in Chambly (Oise) führt die Monuments historiques in der französischen Gemeinde Chambly auf.

## Liste der Bauwerke
| Bezeichnung               | Beschreibung | Standort                                                                             | Kennzeichnung | Schutzstatus | Datum | Bild           |
| ------------------------- | --- | ------------------------------------------------------------------------------------ | ------------- | ------------ | ----- | -------------- |
| Archäologische Fundstelle | Gallo-römische Villa, 1. bis 4. Jahrhundert, karolingerzeitliche Mühle und Siedlung, bis zum 10. Jahrhundert belegt | nördlich des Ortes (Le Marais); auch auf dem Gebiet der Gemeinde Belle-Église (Lage) | PA60000005    | Inscrit      | 1997  |                |
| Pavillon Conti            | Erbaut im 18. Jahrhundert                                                                                           | 79 Avenue de la République (Lage)                                                    | PA00114577    | Inscrit      | 1952  | weitere Bilder |
| Kapelle St-Aubin          | aus dem 12. Jahrhundert                                                                                             | 28 Rue Saint-Aubin (Lage)                                                            | PA00114574    | Inscrit      | 1927  | weitere Bilder |
| Keller                    | Erbaut im 14. Jahrhundert                                                                                           | 119 Rue de la Chevalerie (Lage)                                                      | PA00114576    | Inscrit      | 1949  |                |
| Kirche Notre-Dame         | um 1260 begonnen | Place de l’Église (Lage)                                                             | PA00114575    | Classé       | 1862  | weitere Bilder |

## Liste der Objekte

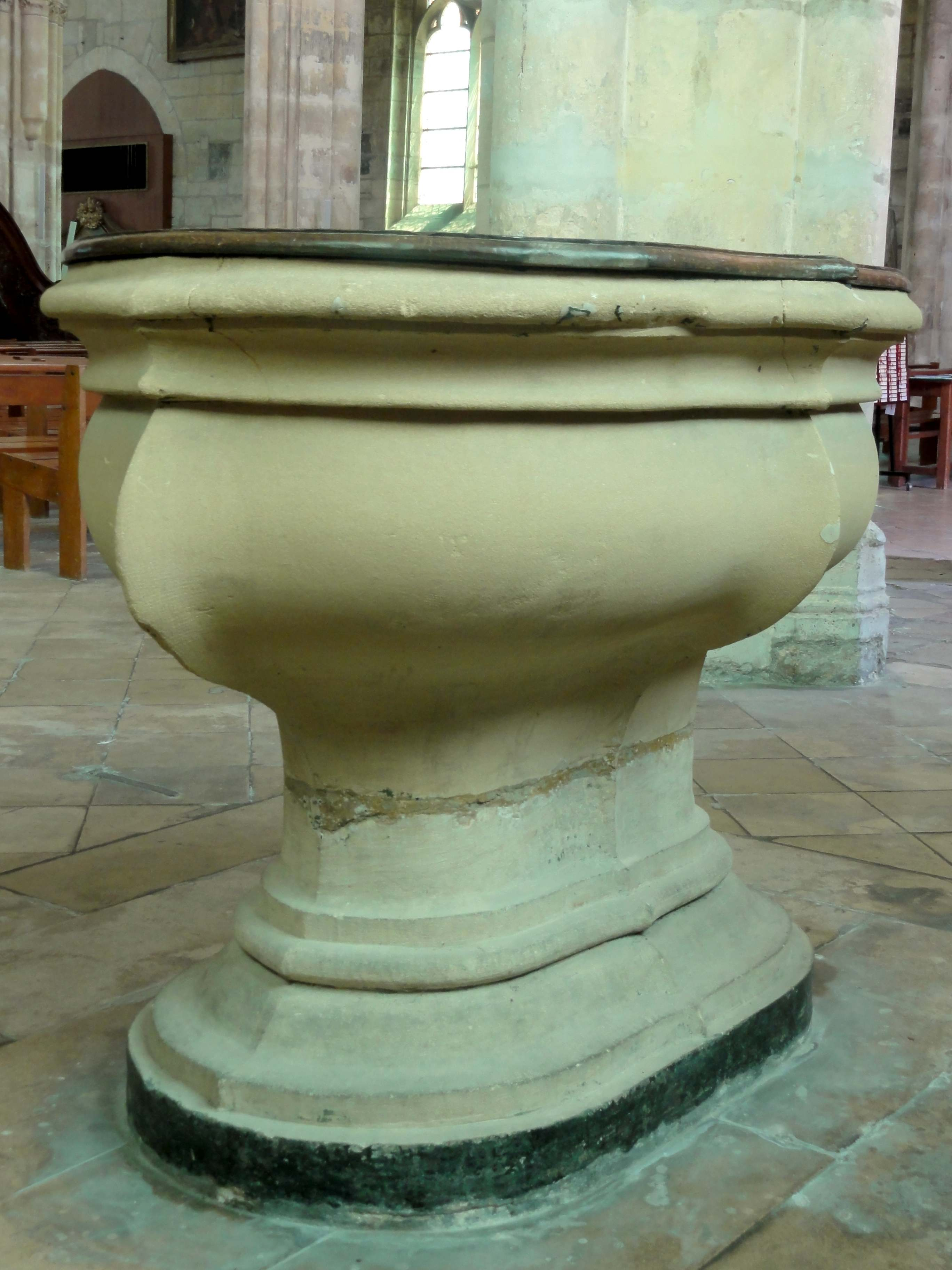
Taufbecken in Chambly

- Monuments historiques (Objekte) in Chambly in der Base Palissy des französischen Kulturministeriums (französisch)

Siehe auch: Taufbecken Chambly (Oise)